# Swartzia cubensis
Swartzia cubensis är en ärtväxtart som först beskrevs av Nathaniel Lord Britton och William M. Wilson, och fick sitt nu gällande namn av Paul Carpenter Standley. Swartzia cubensis ingår i släktet Swartzia och familjen ärtväxter.

## Underarter
Arten delas in i följande underarter:
- S. c. cubensis
- S. c. nicaraguensis